# José Ernesto Díaz
José Ernesto Díaz Correa (Bogotà, 13 settembre 1952 – Miami, 4 maggio 2002) è stato un calciatore colombiano.

## Palmarès

### Club
- Campionato colombiano: 3

Independiente Santa Fe: 1971, 1975
Millonarios: 1987
- Copa Colombia: 1

Independiente Medellín: 1981

### Individuale
- Capocannoniere della Coppa America: 1

Copa América 1975 (4 gol)